# Lowdham
Lowdham – wieś w Anglii, w hrabstwie Nottinghamshire, w dystrykcie Newark and Sherwood. Leży 12 km na północny wschód od miasta Nottingham i 178 km na północ od Londynu.